# Kai Kara-France
James Kaiwhare « Kai » Kara-France, né le 26 mars 1993 à Auckland en Nouvelle-Zélande est un pratiquant néo-zélandais d'arts martiaux mixtes (MMA). Il combat dans la catégorie des poids mouches à l'Ultimate Fighting Championship, où il est actuellement classé 4e.

## Palmarès en arts martiaux mixtes
| 37 combats     | 25 victoires | 11 défaites |
| Par KO         | 12           | 3           |
| Par soumission | 3            | 3           |
| Sur décision   | 10           | 5           |
| Sans décision  | 1            | 1           |